# Thomas Dupersoy
Thomas Dupersoy (geboorteplaats en -datum onbekend – overlijdensplaats en -datum onbekend) was de leider van een slavenopstand op het eiland Sint Eustatius in 1848. Dupersoy was een vrij man, van Afrikaanse afkomst. 

## Achtergrond
In het revolutiejaar 1848 bestond in het Caraïbisch gebied de slavernij nog slechts op de Nederlandse en Deense eilanden, wat voor onrust zorgde onder de slaven op deze eilanden. Een opstand van slaven op het Nederlandse deel van het eiland Sint Maarten bezorgde de Nederlandse plantagehouders zoveel angst voor lijf en leden dat zij het koloniaal bestuur verzochtten de slaven te emanciperen. Als gevolg daarvan werd op 6 juni 1848 op Sint Maarten in een proclamatie verklaard dat de tot slaaf gemaakte Afrikanen als vrije personen zouden worden behandeld. Tegelijkertijd liet de gezagvoerder militaire versterking aanvoeren voor zowel Sint Maarten als Sint Eustatius. Dit was niet zonder reden; een week na de proclamatie op Sint Maarten volgde een reactie op Sint Eustatius.

## Opstand

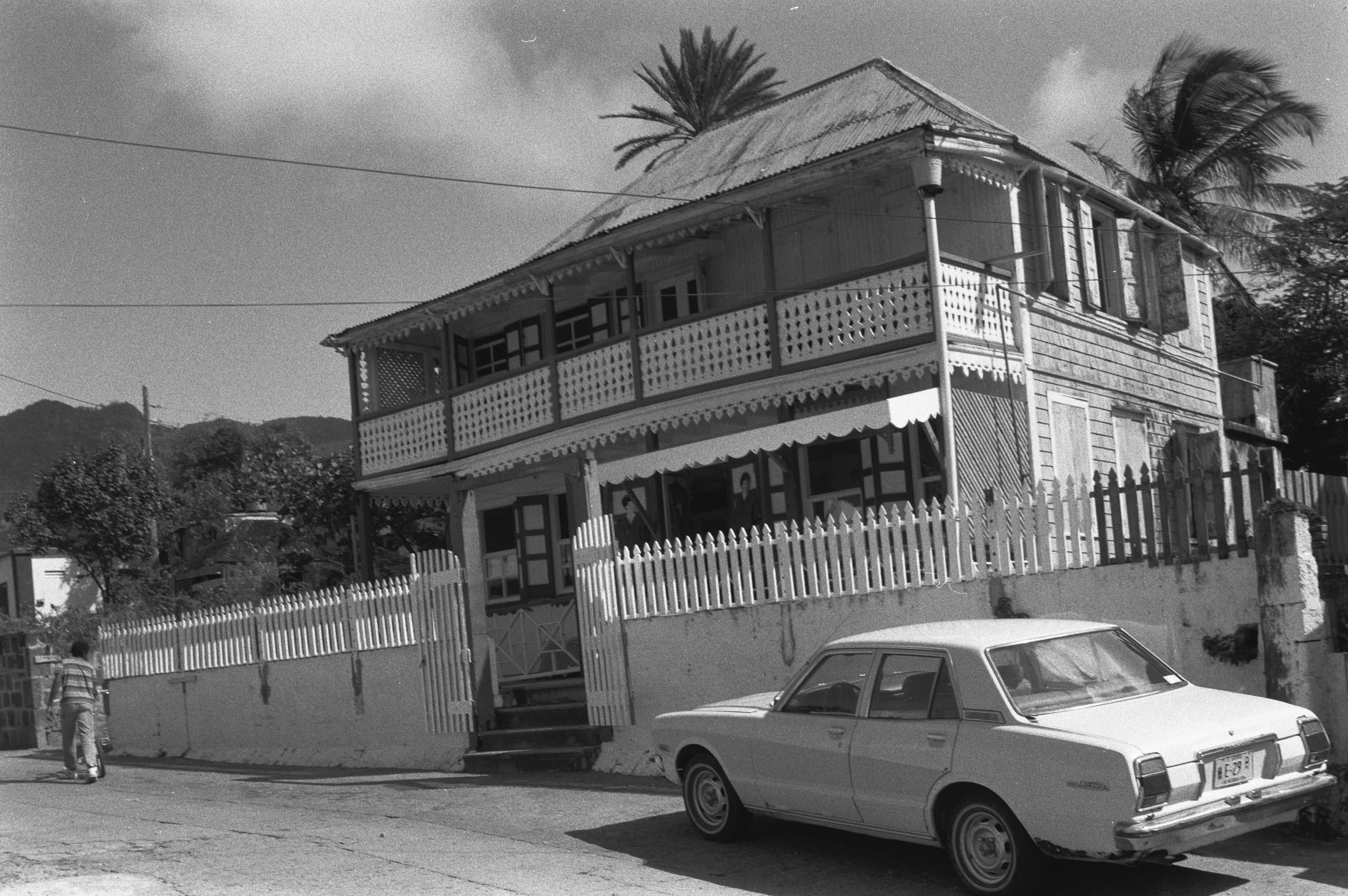
Voormalig huis van gezaghebber Johannes de Veer waar de slavenopstand begon (foto 1989). Thans is hier gehuisvest een Centrum voor Jeugd en Gezin.

Thomas Dupersoy was een vrije Statiaan (inwoner van Sint Eustatius) die zich het lot aantrok van alle Afrikanen op het eiland.  Op 12 juni 1848 verzamelde hij een grote groep vrije en tot slaaf gemaakte Afrikanen voor de woning van gezaghebber Johannes de Veer en eiste een vrijheidsverklaring, die naar zij meenden reeds door koning Willem II was verleend. De Veer antwoordde dat hij geen besluit van de koning
daarover had ontvangen en hij dus niet gerechtigd was hiermee in te stemmen. Hij raadde allen aan rustig terug te keren naar ieders plantage. Daarop eiste de groep verhoging van rantsoen en meer vrije uren. De Afrikanen bleven in Oranjestad en volhardden in hun eisen. 'Noch bedreigingen noch goede woorden' deden hen terugkeren naar hun plantages. Hierop mobiliseerde De Veer de schutterij en gelastte hij, na overleg met de Koloniale Raad en enkele andere voorname bewoners, een aanval op de opstandigen. Hiertoe liet hij alarmschoten afvuren vanaf Fort Oranje. Alle weerbare vrije mannen werden daardoor opgeroepen en aan hen werden wapens uitgereikt. Vervolgens werden deze vrijwilligers samen met de schutterij te paard op de groep afgezonden. Na een waarschuwing openden zij het vuur. De opstandelingen vluchtten de stad uit, twee of drie zwaar gewonden achterlatend. Vanaf een heuvel even buiten de stad bekogelden de opstandelingen nog de schutters met stenen en stukken rots. Een groep van 35 schutters bestormde daarop de heuvel waarbij twee opstandelingen gedood werden en nog eens drie of vier gewond raakten. De overigen wisten terug te keren naar hun plantages.

## Nasleep

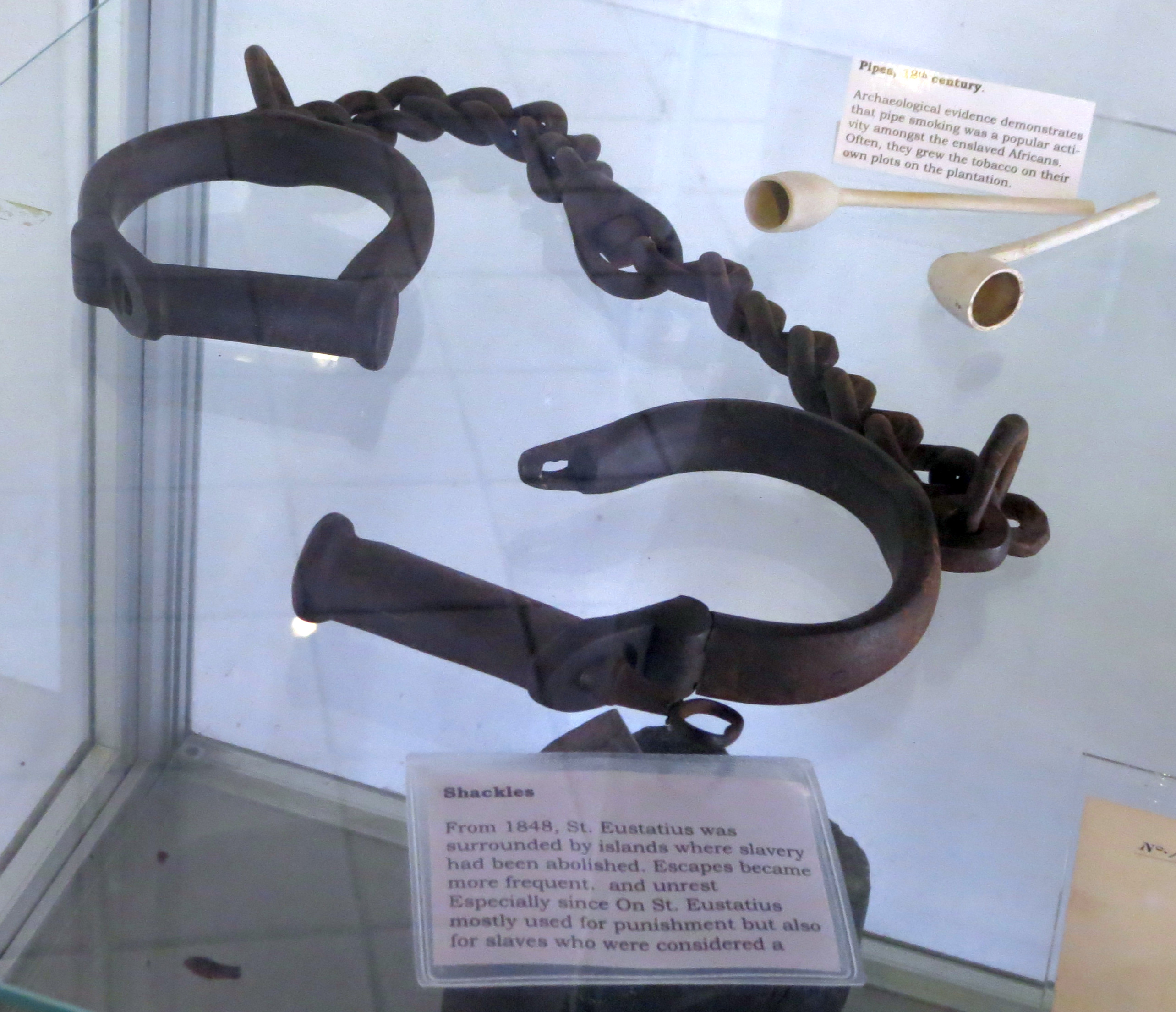
Slavenhandboeien uit 1848 die moesten voorkomen dat Statiaanse slaven zouden vluchten naar het vrije Saint Kitts

Dupersoy werd samen met vijf anderen verbannen van het eiland en naar Curaçao overgebracht.
In juli arriveerde een garnizoen uit Curaçao en keerde de rust op Sint Eustatius terug. Op een bevolking van 1400 personen waren op dat moment 1100 van Afrikaanse komaf.
Voor velen van hen was de nabijheid van Saint Kitts, een Engels eiland, waar dus de emancipatie reeds doorgevoerd was, een altijd lokkende bekoring. Sommigen wisten deze al zwemmend te bereiken, maar de meesten die dat probeerden verdronken. 
Van een van de bannelingen werd in 1851 een kennisgeving van overlijden aan zijn 'eigenaar' gezonden. Hoe het Dupersoy verder is vergaan is (naar de huidige stand van onderzoek) niet bekend. 
Als gevolg van de opstand -dat wil zeggen uit vrees voor herhaling- besloten de grootste plantagehouders op Sint Eustatius om hun tot slaaf gemaakte arbeiders een zeker loon te verschaffen. Op het Deense eiland Saint Croix leidde een (grotere) slavenopstand in hetzelfde jaar tot afschaffing van de slavernij. Zo niet op Sint Eustatius.
Over de opstand van 1848 werd in Den Haag uiteraard gedebatteerd. Ze heeft de afschaffingsbeweging ongetwijfeld een zet gegeven. Toch zou pas in augustus 1862 de Nederlandse emancipatiewet worden ondertekend, door koning Willem III.

## Nagedachtenis
De Sint Eustatius Historical Foundation ijvert voor de bescherming van het erfgoed dat te maken heeft met de 'opstand van Dupersoy', zoals het plantagegebouw waar de opstand begon en ook het 'slavenhuis' waar de tot slaaf gemaakte Afrikanen die de transatlantische oversteek overleefden werden gehuisvest. Deze dienen gerestaureerd en beheerd te worden. Verder bepleit de stichting om van 12 juni, de dag van de opstand, een officiele feestdag op Sint Eustatius te maken.
Thomas Dupersoy werd niet genoemd in Mark Ruttes redevoering in december 2022 waarin de Nederlandse regering haar excuses uitsprak voor het slavernijverleden.